# Kamienica Pod Panem Jezusem w Krakowie
Kamienica Pod Panem Jezusem – zabytkowa kamienica znajdująca się w Krakowie, w dzielnicy I przy placu Szczepańskim 3, na Starym Mieście.

## Historia
Dwukondygnacyjny, obszerny budynek powstał w 1588 roku, podczas trwającej w Krakowie epidemii, z połączenia dwóch średniowiecznych działek (jedna z nich wcześniej należała do karczmarza Walentego Sporka), z przeznaczeniem na szpital dla ubogich kupców, zwany pierwotnie „szpitalem Bractwa Panny Marii” lub „dziadowskim”, a w późniejszych latach funkcjonujący jako „Szpital św. Szczepana”. Fundatorami obiektu byli: proboszcz kościoła Mariackiego, ks. Hieronim Powodowski, rajca M. Fihauzer i burgrabia M. Doroszewski. 
W kamienicy znajdowały się apteka i infirmeria, w których praktykowali młodzi bracia zakonni, a od strony murów usytuowane były kaplica i ogród. W 1628 roku dodatkowe uposażenie dla chorych przekazał biskup Marcin Szyszkowski, który zalecił, by szpital otaczał opieką wszystkich chorych i zubożałych mieszczan krakowskich. W pierwszej połowie XVIII wieku kamienica została wyremontowana, wymieniono wyposażenie i zmieniona została fasada budynku, na której umieszczono rzeźby, obrazy o charakterze religijnym i krucyfiks, od którego swoją nazwę miała wziąć cała kamienica.
W 1817 roku szpital został przekazany Towarzystwu Dobroczynności i w tym samym roku zlikwidowany. Opuszczoną kamienicę wystawiono na licytację i w 1818 roku została zakupiona przez A. Szewelskiego, a następnie przebudowana według projektu J. Postawki na dom mieszkalny z zachowaniem głównych elementów architektonicznych.
Wygląd kamienicy z tego okresu znany jest dzięki obrazom Łukasza Kozakiewicza, który na potrzeby opracowania Panorama Krakowa wykonał szkice kilku kamienic, stojących przy placu Szczepańskim. Kamienica miała fasadę oflankowaną dwoma dużymi szkarpami znajdującymi się w narożnikach, bramę na środku fasady, mansardowy dach kryty gontem. Elewacja kamienicy miała kolor piaskowy.
W połowie XIX wieku w domu mieszkał gen. Kajetan Żeromski, stryj Stefana Żeromskiego, którego osoba stała się dla pisarza inspiracją w tworzeniu postaci Rafała Olbromskiego w Popiołach. Później (1876) budynek otrzymało Towarzystwo Muzyczne, a w roku 1890 (niedługo po remoncie) obiekt kupił Roman Drobner. Nowy właściciel w jednej części parteru kamienicy otworzył sklep z artykułami chemicznymi, sanitarnymi, farbami oraz sprzętem sportowym, natomiast w drugiej urządził restaurację i kawiarnię. W 1904 roku, na miejscu ogrodu, od strony Plant wzniósł przeszklony pawilon, zaprojektowany przez Jana Zawiejskiego i nazwany później „Drobnerionem”, w którym działała kawiarnia.
W XX wieku kamienica przechodziła liczne zmiany. 5 lutego 1907 roku dach obiektu uległ zniszczeniu w pożarze, który strawił pawilon kawiarniany, niedługo potem odbudowany. Po śmierci Drobnera (1913) na piętrze budynku uruchomiono, po częściowej przebudowie, kinoteatr „Wisła”. W 1927 roku przeszedł na własność rodziny Szarskich. Podczas II wojny światowej (1940) został przejęty przez władze okupacyjne, które planowały zburzenie kamienicy i postawienie w jej miejscu hotelu. W latach 1951–1952 budynek przeszedł remont wedle projektu Cz. Wallisa, a następnie adaptację na potrzeby biur przedsiębiorstwa Orbis i Stowarzyszenia Polskich Artystów Teatru i Filmu. Po 1990 roku dobudowano oficynę na potrzeby klinki medycznej, zaś w końcu XX wieku wyremontowano fasadę
26 marca 1968 roku obiekt został wpisany do rejestru zabytków. Jest najstarszym budynkiem w obrębie placu Szczepańskiego. Z pierwotnej zabudowy przetrwały średniowieczne mury, sklepienia piwnic oraz portale, natomiast sama kamienica zachowała bez większych zmian kształt z projektu J. Postawki. Krucyfiks z fasady, od którego pochodzi nazwa kamienica, znajduje się w klasztorze Reformatów.